# Horia Maicu
Horia Maicu (Haim Goldstein, n. 1905, Constanța – d. 1975) a fost un renumit arhitect român, de origine evreu, al cărui nume, înainte de românizare, a fost Haim "Harry" Goldstein.
A fost cel mai prolific arhitect constănțean până la instaurarea comunismului, activând aici între 1931 și 1940. A fost autorul a numeroase construcții în stilurile art deco, așa cum a fost Hotelul Carlton (redenumit în comunism Hotelul Continental) - și cel mediteranean - Vila Leon.
Există puține date cu privire la activitatea lui Harry Goldstein în prima parte a anilor ’40. Se pare că a părăsit Constanța, pentru București, în 1940. Perioada războiului a fost, fără îndoială, una dificilă, dată fiind originea evreiască a arhitectului. Chiar și înainte de crimele legionare, deportările în Transnistria și Holocaust, în România fuseseră adoptate legi rasiale în 1938, de guvernul Octavian Goga, și 1940, de cabinetul condus de Ion Gigurtu.
El este autorul (alături de Nicolae Cucu) proiectului Monumentul eroilor luptei pentru libertatea poporului și a patriei, pentru socialism din București. De asemenea, a fost unul dintre autorii proiectelor Casei Scânteii (azi Casa Presei Libere), Sălii Palatului, Teatrului Național. A fost profesor universitar și arhitect al Capitalei.
Horia Maicu, pe atunci arhitect-șef al orașului, împreună cu prof. arh. Romeo Belea (șef de proiect complex) și prof. arh. Nicolae Cucu, au proiectat și realizat între anii 1963-1977 clădirea Teatrul Național din București. În memoriile sale “Arhitect sub comunism”, Ion Mircea Enescu afirmă că la Teatrul Național, autor era nominalizat Horia Maicu, atunci arhitect-șef al orașului, deși toată lumea știa că autori au fost cei din grupul lui Romeo Belea.
În 1970, la sfârșitul carierei, Horia Maicu a devenit Doctor în arhitectură cu lucrarea Bazele Compoziției Arhitecturale.

## Viața personală
A fost căsătorit cu Sultana Goldstein împreună cu care a avut o fiică, Ada.

## Arhiva aruncată la gunoi
În decembrie 2013, un tânăr pictor-restaurator, afirmă că a găsit arhiva proiectelor Horia Maicu, aruncată la un gunoi. Nu este clar dacă
fiica arhitectului și urmașii acestuia și-au dat acordul de aruncare a întregii arhive. Arhivat în 17 februarie 2017, la Wayback Machine.
Arhiva din tomberon, descoperită la doi pași de blocul de pe strada Batiște, imobil proiectat de domnia sa, a fost cumpărată de Ordinul Arhitecților din România-Filiala București în cadrul programului Anualei de Arhitectură. Planșele proiectelor din Constanța au devenit punct de plecare pentru volumul remarcabil, Goldstein Maicu, Vilele Modeme, Constanța 1931-1940”, Editura Universitară “Ion Mincu”, București 2022, proiect susținut de OAR din timbrul de arhitectură.

## Premii
- Consiliul de Miniștri al Republicii Populare Romîne a acordat Premiul de Stat al Republicii Populare Române pe anul 1962 … Arhitecților Horia Maicu, Tiberiu Ricci și Ignace Șerban și Inginerilor Alexandru Anton Necșulea și Nicolae A. Băilescu, pentru lucrarea "Sala Palatului Republicii Populare Romîne", valoarea premiului fiind de 50.000 lei.[7]

## Distincții
- Ordinul Muncii clasa a II-a (18 august 1951) pentru merite în activitatea de colaborator tehnic al ziarului „Scânteia”[8]
- Ordinul Muncii clasa a II-a (21 august 1954) „pentru merite deosebite pe tărîmul construcției de stat, economice, sociale și culturale, cu ocazia celei de a zecea aniversări a eliberării patriei noastre”[9]
- Ordinul „23 August” clasa a IV-a (12 august 1959) „pentru activitate rodnică în dezvoltarea științei și culturii din Republica Populară Romînă”[10]
- Ordinul „Steaua Republicii Populare Romîne” clasa I (16 ianuarie 1961) „pentru evidențiere deosebită la lucrările de proiectare și construcții a Sălii Palatului Republicii Populare Romîne”[11]
- Ordinul Muncii clasa a II-a (1971) „pentru merite deosebite în opera de construire a socialismului, cu prilejul aniversării a 50 de ani de la constituirea Partidului Comunist Român”[12]

Îi este acordat Premiul de Stat în 1951 și 1962.

## Scrieri
- Ansamblul urbanistic al Sălii palatului Republicii Populare Române, 66 pagini, Editura Meridiane, 1962